# Вукосава Јурковић
Вукосава Јурковић (Чуруг, 14. мај 1870 — Београд, 3. август 1929) била је српска позоришна глумица и једна од глумица које су играле у првим српским филмовима. Остала је запамћена по улози у првом српском немом филму „Живот и дела бесмртног вожда Карађорђа”.

## Биографија
Вукосава Јурковић рођена је 1870. године у Чуругу. Први контакт Вукосаве јурковић са позориштем био је преко ујака Милоша Цветића (1845 – 1905), који је био глумац, редитељ и драмски писац у Српском народном позоришту у Новом Саду.
Позоришну каријеру започела је у Српском народном позоришту. Први пут је ступила на сцену са осамнаест година, 11. септембра 1888. године. Током готово целе глумачке каријере била је чланица ансамбла Народног позоришта у Београду. Избијањем Првог светског рата, 1914. године, замиру позоришне активности, па тако и њен ангажман.
Током ратних година Вукосава је тешко нервно оболела и од 1917. се лечила у Болници за душевне болести у Београду. После рата више никада није глумила. Умрла је, скоро заборављена, у Београду, 1929. године.

## Позоришна каријера
У српском народном позоришту Вукосава је остала веома кратко, свега два месеца. Већ у новембру 1888. прешла је у београдско Народно позориште, где је остала до краја глумачке каријере. На сцени Српског народног позоришта касније је глумила као гостујућа глумица и то јануара 1892. у улози Ане у историјској драми у пет чинова Немања, коју је режерао Милош Цветић и као Леонора у Шилеровој Фијесковој завери у Ђенови.
Већ на почетку каријере, од 1892. године, иако млада и неискусна глумица, почела је да глуми најсложеније драмске улоге, поред првакиње тадашње сцене Народног позоришта Милке Гргурове. Већ од 1905. она је била све боља драмска глумица, која је успешно тумачила велики број сентименталних и драмских љубавница, често и изразито трагичне ликове, упоредо са Маријом Таборском. После смрти Веле Нигринове 1908. године Јелисавета брзо улази у највиши уметнички план београдске сцене. Тако велика ангажованост младе и неискусне глумице може се објаснити у најозбиљнијем драмском репертоару може се објаснити изузетно тешком ситуацијом у Позоришту током болести и након смрти Нигринове и проблема са њеном заменом, а Марији Таборској, која је била Чехиња, је требало доста времена да, осим тако сложеног репертоара, савлада и језик.
Рецензенти и позоришни критичари нису Вукосаву Јурковић дочекали срдачно на почетку њене каријере. Новинар и књижевник Пера Талетов и иначе преоштар у својим позоришним рецензијама, за њу је једном безобзирно и чак неправично, за њу написао да „спада у оне глумицекоје нису и не могу постати никакве уметнице, али се ипак не може без њих. Оне су једно нужно зло.” Ни Антон Густав Матош није имао много боље мишљење о њеној глуми, али са мало више такта је писао да Вукосава „игра у невољи љубавницу”. Додуше, исто то је написао за још неколико глумица београдског Народног позоришта, међу којима је била и велика Вела Нигринова. Ипак, позоришни критичари тог времена били су прилично строги у оцени глумаца.
Међутим, према писањима различитих рецензената, Вукосава Јурковић јесте била глумица са извесним слабостима, помало патетичне дикције и мање изражајне снаге, али је била осећајна, топла, искрена и непосредна у интерпретацији својих улога. Њена појава била је маркантна. Имала је изражајно лице, а покрети су јој били лаки и правилни. У младости је тумачила лирске и сентименталне хероине, а у зрелијем добу драмске и трагичне женске ликове. Њена каријера развијала упоредо са каријерама чувених српских глумица Емилије Поповић и Зорке Тодосић. Њен глумачки таленат развијао се нешто спорије и дуже, јер се одједанпут нашла пред сложеним уметничким задацима, али захваљујући свестраној бризи редитеља и озбиљном драмском репертоару развила се у успешну глумицу. У карактерним и драмским улогама партнери су јој најчешће били Тоша Јовановић, један од највећих српских глумачких талената 19. века, Андрија Фијан, један од најбољих хрватских глумаца, у време када је веома кратко глумио и режирао у Народном позоришт, С временом је достојно дорасла уметничком задатку који јој је наметао велики и озбиљан уметнички репертоар и сврставана је у озбиљне уметничке снаге српског глумишта тога времена.

### Најзначајније позоришне улоге
- Емилија и Дездемона (Отело, Вилијам Шекспир)
- Јулија (Ромео и Јулија, Вилијам Шекспир)
- Анжелика (Жорж Данден, Жан-Батист Молијер)
- Леонора (Фиескова завера у Ђенови, Фридрих Шилер)
- Маријана (Две сиротице, Адолф-Филип Денери – Ежен Кормон)
- Аида (Париска сиротиња, Едуар Бризбар - Ежен Нис)
- Олимпија (Живот једне глумице, А. Бур`о – Т. Бариер)
- Јованка од Арка (Јованка од Арка, Жозеф Фабр)
- Мими (Чергашки живот, Мирже)
- Берта (Роландова кћи Анри де Борније)
- Дебора (Дебора, Соломон Мозентал)
- Долорес (Отаџбина, Викторијен Сарду)
- Теодора (Теодора, Викторијен Сарду)
- Маргарета Готје (Гђа с камелијама, Александар Дима Син)
- Зорка (Смрт Стефана Дечанског, Јован Стерија Поповић)
- Стана (Хајдук Вељко, Јован Драгашевић)
- Милица (Балканска царица, Никола I Петровић Његош)
- Јелица (Тодор од Сталаћа, Милош Цветић)
- Ана и Деспа (Немања, Милош Цветић)[4]
- Љубица (Ђидо, Јанко Веселиновић - Драгомир Брзак)[2]

## Филмска каријера
Године 1908. отворен је први стални биоскоп у Београду, Кинематографско позориште у хотелу Париз. Власник хотела био је београдски трговац и угоститељ Светозар Боторић. Он је јуна 1911. ангажовао страног сниматеља Луја де Берија, који је за њега почео да снима филмске журнале. Заим је, инспирисан играним филмовима које је приказивао у свом биоскопу, одлучио да снима „српске народне филмове”. За подухват је заинтересовао популарног глумца, редитеља и писца Илију Станојевића и поверио му реализацију своје идеје. Станојевић је прво на Ади Циганлији снимио кратак филм Бибија или Циганска свадба, а затим је приступио снимању дугометражних филмова. Први дугометражни (неми) филм у Србији била је историјска драма из 15. века Улрих Цељски и Владислав Хуњади, а следећи Живот и дела бесмртног вожда Карађорђа. Филм о Карађорђу први је приказан и био је први домаћи филм који се приказивао у Србији. Филм је премијерно приказан октобра 1911. године, прво на посебним пројекцијама за новинаре и на двору, а тек од 16. до 20. новембра приказиван је за публику у биоскопу у хотелу Париз. После тога је приказиван широм Краљевине Југославије, а 1928. и нашим исељеницима у Америци.
У оба филма улоге су тумачили тадашњи најпопуларнији глумци, чланови ансамбла београдског Народног позоришта. У филму Живот и дела бесмртног вожда Карађорђа Вукосава Јурић тумачила је трагични лик Карађорђеве мајке Марице, док је у филму Улрих Цељски и Владислав Хуњади тумачила лик Јелисавете Свилојевић, односно Јелисавете Цељске.

### Филмографија
| Година | Оригинални наслов                      | Улога                    | Режисер          |
| ------ | -------------------------------------- | ------------------------ | ---------------- |
| 1911.  | Живот и дела бесмртног вожда Карађорђа | Карађорђева мајка Марица | Илија Станојевић |
| 1911.  | Улрих Цељски и Владислав Хуњади        | Јелисавета Свилојевић    | Илија Станојевић |